# Classe Vikrant
Ne doit pas être confondu avec INS Vikrant (R11).
La classe Vikrant (anciennement Indigenous Aircraft Carrier, Air Defence Ship) est une classe de porte-avions de conception indienne, dont la construction a débuté le 11 avril 2005. Le premier des trois bâtiments prévu à l'origine, l'INS Vikrant, devait être lancé en octobre 2010 pour une mise en service dans la marine indienne fin 2014 mais son lancement, fin 2011, fut reporté à en 2012. Il a finalement été lancé le 13 août 2013 et devrait être livré à la marine Indienne en 2021.

## Historique

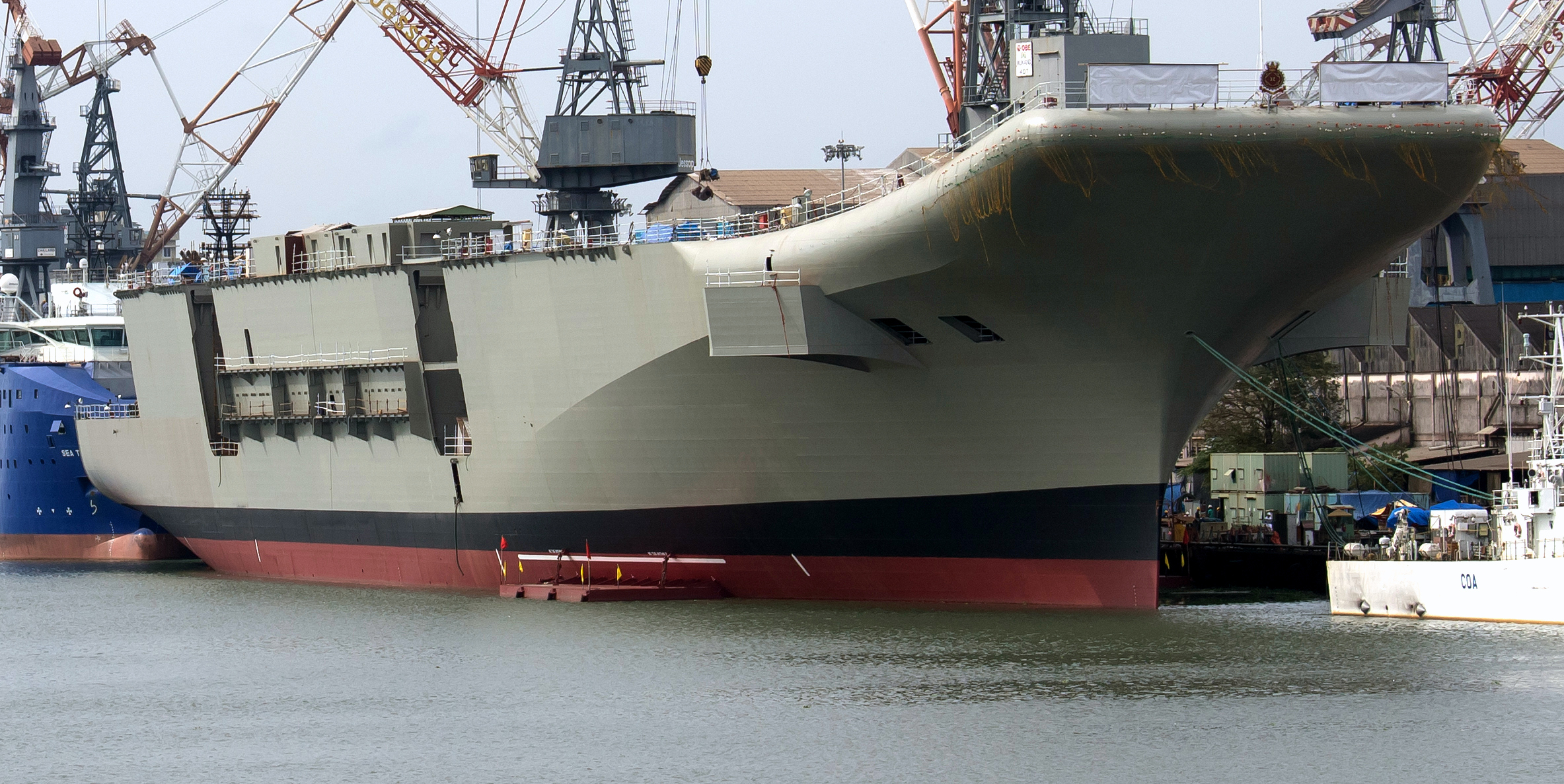
Le Vikrant le 17 août 2013.

En 1987, la marine indienne persuade le gouvernement de commander une étude d'un Sea control ship de 25 000 tonnes à la Direction des constructions navales française. En 1989, en pleine disette financière pour la marine indienne, la DCN remet deux options : celle d'un porte-avions conventionnel CATOBAR (Catapult Assisted Take-Off But Arrested Recovery) avec catapultes et brins d'arrêt et celle d'un porte-aéronefs STOVL (Short Take-Off, Vertical Landing), aptes à la mise en œuvre d'appareils ADAV/ADAC et disposant d'un tremplin. Abandonnées, ces études sont reprises par le Directorate of Naval Design indien, qui propose un STOVL de 16 500 tonnes et un CATOBAR de 20 000 tonnes, dénommés tous deux Air Defence Ship (ADS). Le monopole des États-Unis sur la fabrication de catapultes élimine rapidement l'option CATOBAR et les chasseurs embarqués d'origine américaine (F-18 Hornet) et française (Rafale). L'option STOVL reste de mise, étant entendu que la marine a déjà fait son choix en faveur du Sea Harrier (qu'elle opère déjà à partir du INS Viraat), jugé supérieur au Yak-38 Forger. Néanmoins, la marine soviétique, qui a également pris conscience des limites de cet appareil, met en service des versions navalisées des Su-25, Su-27 et MiG-29 et la marine indienne étudie sérieusement dès 1996 l'acquisition de l'ex-Amiral Gorshkov et de Su-33 et MiG-29, qu'elle évalue favorablement. Pour le porte-avions, l'option STOBAR (Short Take-Off But Arrested Recovery), avec tremplin et brins d'arrêt, se précise. Le 14 juin 1999, l'ADS définitif émerge, soit un bâtiment STOBAR de 37 000 tonnes, propulsé par 4 turbine à gaz General Electric LM2500 le propulsant à 28 nœuds. Le pont d'envol oblique mesure 252 mètres et est doté de trois brins d'arrêt permettant l'appontage d'avions de 22 tonnes. À l'avant, un tremplin incliné à 14° permet le décollage du MiG-29K et de la version navalisée du Tejas. L'aviation embarquée comprend 30 aéronefs et le bâtiment est armé par environ 1 400 hommes. Le projet est approuvé officiellement en janvier 2003 et la première tôle découpée chez CSL à Kochi en avril 2005. Parallèlement, le bâtiment prend le nom provisoire de Indigenous Aircraft Carrier et reçoit l'assistance de Fincantieri (qui termine alors le porte-aéronefs Cavour) pour l'intégration de la propulsion et du bureau d'étude russe Nevskoie pour les installations aviation.
Le second porte-avions de construction nationale indienne dont la mise en service est prévue en 2025 devrait avoir une masse de 65 000 tonnes et être de type CATOBAR (avec catapultes).

## Construction
La construction du INS Vikrant se fait à un rythme lent à la suite d'un « manque de coordination ». Mis à flot le 13 août 2013 sans système de propulsion, on estime à cette date que ses essais auront lieu en 2020 pour une entrée en service fin 2021.